# Арабский феминистский союз
Арабский феминистский союз (англ. Arab Feminist Union, AFU) — неправительственная женская организация.
Союз также носит иные называния Всеарабский феминистский союз (англ. All-Arab Feminist Union), Всеобщий арабский феминистский союз (англ. General Arab Feminist Union) и Союз арабских женщин (англ. Arab Women's Union). Союз был головной организацией феминистских ассоциаций арабских стран, основанной в 1945 году.  Его целью было достижение социального и политического гендерного равенства при одновременном продвижении арабского национализма.

## История
Союз был создан основанным в 1923 году Египетским феминистским союзом (англ. Egyptian Feminist Union) под руководством Худы Шаарави, который был отправной точкой организованного феминистского движения в арабском мире. Став членом Международного союза женщин за избирательное право и Международной женской лиги за мир и свободу, союз имел целью организовать женское движение арабского мира на международном уровне по образцу западного женского движения.
В 1938 году Египетский феминистский союз организовал Восточную женскую конференцию по защите Палестины (англ. Eastern Women’s Conference for the Defense of Palestine) в Каире, и Худа Шаарави предложила отдельным странам создать феминистские союзы и сформировать их охватывающую весь арабский мир головную организацию. Первоначально Арабский феминистский союз был в основном детищем Ассоциации арабских женщин Палестины (англ. Arab Women's Association of Palestine).
7 декабря 1944 года Арабский феминистский союз созвал Арабский феминистский конгресс (англ. Arab Feminist Congress) 1944 года в Каире, который официально учредил союз. Союз базировался в Египте и управлялся Египетским феминистским союзом. Шаарави стала первым президентом союза, а его казначей и секретарь также были египтянами. Трансиордания, Ирак, Сирия, Палестина и Ливан получили в совете по два места для своих представителей.
С 1960-х годов несколько арабских стран выступали против феминистских организаций. В 1956 году правительство Египта вынудило закрыть Египетский феминистский союз. Арабский феминистский союз перенёс свою штаб-квартиру в Бейрут. В результате этих событий организация впала в упадок, однако восстановила свою деятельность в период интенсивного развития феминистского движения в конце XX века.